# Muppety
Muppety, mapety (ang. The Muppets) – lalki teatralne stworzone w 1955 przez amerykańskiego lalkarza, reżysera i scenarzystę Jima Hensona. Imitują one ludzi, zwierzęta oraz fantastyczne stwory. Media związane z franczyzą muppetów cechuje specyficzne poczucie humoru, wyróżniające się abstrakcyjnością, absurdem i odwołaniami do popkultury. Akcja filmów i seriali najczęściej odnosi się do wystawianych przez muppety rewii. Obecnie prawa autorskie do muppetów posiada Walt Disney Company.
Nazwa „muppet” wzięła się z połączenia angielskich słów „marionette” (pol. marionetka) i „puppet” (pol. lalka teatralna).

## Historia

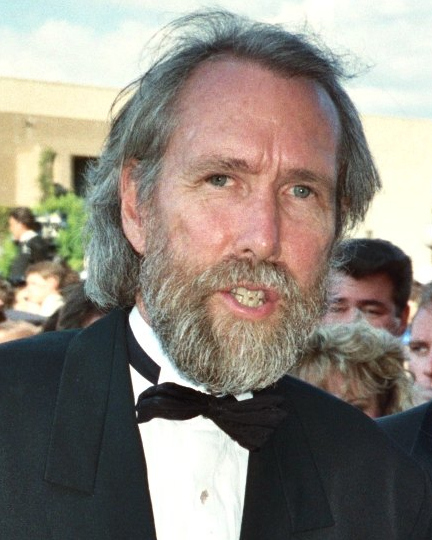
Jim Henson – lalkarz i twórca muppetów

Po raz pierwszy lalki teatralne zwane przez ich twórcę, Jima Hensona, muppetami pojawiły się w 1955 w serii krótkich skeczy Sam and Friends na kanale WRC-TV. W serialu debiutował także ulubiony muppet Hensona, Kermit Żaba. W 1958 Henson, z myślą o rozwoju swojej franczyzy, założył przedsiębiorstwo branży rozrywkowej Muppets, Inc. Program Sam and Friends był emitowany przez sześć lat, do 1961.
W latach 60. XX wieku, poszczególne muppety występowały w różnych programach telewizyjnych, takich jak The Jimmy Dean Show, The Ed Sullivan Show, The Today Show, a także Ulica Sezamkowa. W 1976 Jim Henson stworzył serial Muppet Show, o muppetach wystawiających cotygodniową rewię. Do każdego odcinka zapraszano sławnego gościa ze świata filmu lub muzyki. Łącznie przez 5 lat wyprodukowano 120 odcinków w ponad stu różnych krajach. W tym czasie serial osiągnął sukces komercyjny i został wyróżniony nagrodami Emmy oraz BAFTA.
W 1979 powstał pierwszy film pełnometrażowy z muppetami. Była to Wielka wyprawa muppetów. W latach 90. filmy o muppetach zaczęły czerpać inspiracje z literackiej klasyki. Pojawiły się między innymi adaptacje Opowieści wigilijnej Charlesa Dickensa i Wyspy skarbów Roberta Louisa Stevensona.
Przed swoją śmiercią w 1990 Jim Henson negocjował sprzedaż franczyzy przedsiębiorstwu The Walt Disney Company. 21 lutego 2000 rodzina Hensona sprzedała wytwórnię The Jim Henson Company (dawne Muppets, Inc.), a wraz z nią franczyzę, niemieckiej firmie EM.TV za 680 milionów dolarów amerykańskich. W 2003 z powodu problemów finansowych EM.TV Hensonowie odkupili wytwórnię i franczyzę. W 2004 The Jim Henson Company zostało sprzedane przedsiębiorstwu The Walt Disney Company za 75 milionów dolarów amerykańskich.
Przez lata nie powstał żaden film kinowy, ani serial z udziałem muppetów. W 2009 The Walt Disney Company zaczęło prowadzić działania mające na celu przywrócenie popularności muppetów, między innymi za pomocą filmów na YouTube i seriali internetowych. Opublikowana na oficjalnym kanale muppetów na YouTube parodia teledysku i piosenki Bohemian Rhapsody zespołu Queen osiągnęła 10 milionów wyświetleń w ciągu pierwszych dwóch tygodni i zdobyła nagrodę Webby Award. Po około dziesięcioletniej przerwie wyprodukowano nowy film o muppetach, zatytułowany Muppety.

## Postacie
Powstało wiele lalek teatralnych, zwanych muppetami, które imitują ludzi, zwierzęta oraz fantastyczne stwory. Ze względu na ograniczenia ruchowe lalkarzy, większość muppetów jest leworęczna.
Niektóre z tych postaci należą do stałej obsady i częściej od innych pojawiają się w różnych mediach. Są to między innymi: 
| Nazwa             | Opis | Przypis |
| ----------------- | --- | ------- |
| Kermit Żaba       | Ulubiony muppet Jima Hensona, często pełniący rolę przywódcy muppetów.                                              | [ 2 ]   |
| Miś Fozzie        | Miś, zastępca Kermita i nieudolny komik sceniczny.                                                                  | [ 2 ]   |
| Gonzo             | Kaskader, przedstawiciel nieznanego gatunku.                                                                        | [ 2 ]   |
| Szwedzki Kucharz  | Ludzki kucharz, który mówi ze sztucznym szwedzkim akcentem i gotując podrzuca dziwne składniki potraw.              | [ 2 ]   |
| Panna Piggy       | Świnka zakochana w Kermicie i zazdrosna o niego.                                                                    | [ 2 ]   |
| Waldorf i Statler | Ludzcy staruszkowie i malkontenci zawsze obserwujący widowiska muppetów z loży i odnoszący się do nich z sarkazmem. | [ 2 ]   |
| Zwierzak          | brakujące ogniwo ewolucji, nadpobudliwy perkusista.                                                                 | [ 2 ]   |

## Filmy
| Data premiery          | Film                        | Reżyseria                | Scenariusz                                                | Dodatkowe uwagi  | Przypis |
| ---------------------- | --------------------------- | ------------------------ | --------------------------------------------------------- | ---------------- | ------- |
| 31 maja 1979(dts)      | Wielka wyprawa muppetów     | James Frawley            | Jack Burns, Jerry Juhl                                    |                  | [ 15 ]  |
| 26 czerwca 1981(dts)   | Muppety na tropie           | Jim Henson               | Jerry Juhl, Tom Patchett, Jack Rose, Jay Tarses           |                  | [ 16 ]  |
| 13 lipca 1984(dts)     | Muppety na Manhattanie      | Frank Oz                 | Frank Oz, Tom Patchett, Jay Tarses                        |                  | [ 17 ]  |
| 6 grudnia 1992(dts)    | Opowieść wigilijna muppetów | Piotr Mularuk            | Ireneusz Janik, Piotr Mularuk                             |                  | [ 18 ]  |
| 16 lutego 1996(dts)    | Muppety na Wyspie Skarbów   | Brian Henson, David Lane | James V. Hart, Jerry Juhl, Kirk R. Thatcher               |                  | [ 19 ]  |
| 14 lipca 1999(dts)     | Muppety z kosmosu           | Tim Hill                 | Jerry Juhl, Ken Kaufman, Joey Mazzarino                   |                  | [ 20 ]  |
| 29 listopada 2002(dts) | Gwiazdka muppetów           | Kirk R. Thatcher         | Jim Lewis, Tom Martin                                     | Film telewizyjny | [ 21 ]  |
| 29 listopada 2002(dts) | Muppety w krainie Oz        | Kirk R. Thatcher         | Debra Frank, Adam F. Goldberg, Steve L. Hayes, Tom Martin | Film telewizyjny | [ 22 ]  |
| 4 listopada 2011(dts)  | Muppety                     | James Bobin              | Jason Segel, Nicholas Stoller                             |                  | [ 23 ]  |
| 11 marca 2014(dts)     | Muppety: Poza prawem        | James Bobin              | James Bobin, Nicholas Stoller                             |                  | [ 24 ]  |

## Seriale
| Tytuł                               | Data rozpoczęcia      | Data zakończenia      | Stacja telewizyjna             | Przypis |
| ----------------------------------- | --------------------- | --------------------- | ------------------------------ | ------- |
| Sam and Friends                     | 9 maja 1955(dts)      | 15 grudnia 1961(dts)  | WRC-TV                         | [ 25 ]  |
| Muppet Show                         | 7 września 1976(dts)  | 15 lutego 1981(dts)   | ITV/Syndicated                 | [ 26 ]  |
| Mapeciątka                          | 15 września 1984(dts) | 2 listopada 1991(dts) | CBS                            | [ 27 ]  |
| Jim Henson's Little Muppet Monsters | 14 kwietnia 1989(dts) | 30 grudnia 1990(dts)  | NBC                            | [ 28 ]  |
| Wieczór z muppetami                 | 8 marca 1996(dts)     | 8 lutego 1998(dts)    | ABC                            | [ 29 ]  |
| Muppety                             | 21 lipca 2015(dts)    | 29 lutego 2016(dts)   | ABC                            | [ 30 ]  |
| Mapeciątka                          | 23 marca 2018(dts)    | –                     | Disney Channel / Disney Junior | [ 31 ]  |

## Gry komputerowe
| Tytuł                         | Gatunek                | Data premiery          | Platforma     | Producent                   | Wydawca                     | Przypis |
| ----------------------------- | ---------------------- | ---------------------- | ------------- | --------------------------- | --------------------------- | ------- |
| Mapeciątka: Wesoła Lokomotywa | Logiczne               | 25 lutego 2002(dts)    | PC            | Compedia                    | Compedia                    | [ 32 ]  |
| Muppet Pinball Mayhem         | Zręcznościowe, pinball | 29 maja 2002(dts)      | GBA           | NewKidCo International Inc. | NewKidCo International Inc. | [ 33 ]  |
| Muppet Party Cruise           | Towarzyskie            | 11 listopada 2003(dts) | GCN           | Mass Media                  | TDK Mediactive              | [ 34 ]  |
| Muppet Party Cruise           | Towarzyskie            | 13 listopada 2003(dts) | PlayStation 2 | Mass Media                  | TDK Mediactive              | [ 34 ]  |

## Odbiór

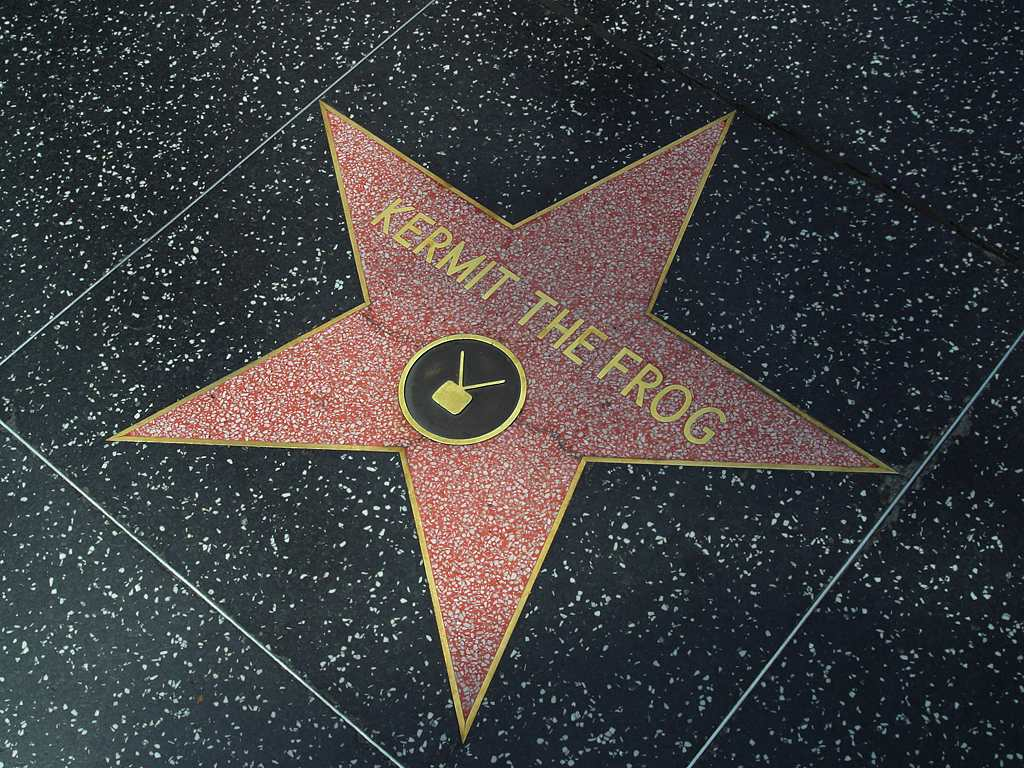
Gwiazda Kermita Żaby na Alei Gwiazd w Los Angeles

W mediach związanych z franczyzą muppety często są kreowane na prawdziwych celebrytów wystawiających przedstawienia dla ludzi oraz innych muppetów. Ich popularność sprawiła, że w ten sam sposób zaczęła ich traktować także część dziennikarzy. Muppety wielokrotnie występowały w programach typu talk show i udzielały wywiadów dla telewizji.
Pierwszymi muppetami, które wystąpiły w medium spoza franczyzy byli Pies Rowlf i Baskerville, którzy w 1962 wystąpili w reklamie karmy dla psów Purina Dog Chow. Później muppety występowały między innymi w rolach prezenterów na rozdaniach nagród Emmy i Oscarów.
Kermit Żaba jako gość prowadził takie programy jak Tonight Show, Jimmy Kimmel Live! i prima apprilisowy odcinek Larry King Live. Jon Stewart przeprowadzał z nim wywiad w swoim The Daily Show. Był również gościem programu 60 Minutes.
Panna Piggy była wielokrotnie przedstawiana jako ikona stylu i feminizmu. Pojawiała się na licznych rozkładówkach kultowych kobiecych pism. Wystąpiła jako gościnny juror w programie Project Runaway oraz w E! Fashion Police. W 2015 roku otrzymała nagrodę Sackler Center nagradzającą feministki biorące aktywny udział w kulturze. Następnie napisała esej dla magazynu Time zatytułowany Dlaczego jestem feministyczną świnią.
W 2012 muppety otrzymały swoje gwiazdy na Alei Gwiazd w Los Angeles.
Filmy dla dorosłych Przedstawiamy Feeblesów Petera Jacksona i Rozpruci na śmierć Briana Hensona były inspirowane muppetami.